# Roberto Cid Subervi
Roberto Cid Subervi (Santo Domingo, 30 agosto 1993) è un tennista dominicano.

## Carriera
Dal 2012 fa parte della squadra dominicana di Coppa Davis, dove ha vinto cinque dei diciotto incontri disputati tra singolare e doppio.
È attivo prevalentemente nel circuito Challenger dove, dopo aver perso cinque finali di cui quattro in singolare, ottiene il primo titolo in doppio nel 2020 al Lisboa Belém Open in coppia con Gonçalo Oliveira, battendo in finale Harri Heliövaara e Zdeněk Kolář.

## Statistiche
Aggiornate al 16 novembre 2020.

### Tornei minori

#### Singolare

##### Vittorie (7)
| Legenda tornei minori |
| Challenger (0)        |
| Futures (7)           |

| No. | Data             | Torneo                                    | Superficie  | Avversario in finale     | Punteggio           |
| 1.  | 26 giugno 2016   | Colombia F2, Barranquilla                 | Terra rossa | Facundo Mena             | 6-1, 6-2            |
| 2.  | 15 gennaio 2017  | USA F3, Plantation                        | Terra rossa | Félix Auger-Aliassime    | 6(4)–7, 7–6(3), 6-0 |
| 3.  | 5 novembre 2017  | USA F35, Birmingham                       | Terra rossa | Fabrizio Ornago          | 4-6, 6-3, 6-1       |
| 4.  | 10 dicembre 2017 | Dominican Republic F2, Santo Domingo Este | Cemento (o) | José Hernández-Fernández | 6-3, 6-2            |
| 5.  | 18 agosto 2019   | M25 Memphis, Memphis                      | Cemento (o) | Ulises Blanch            | 3-6, 6-3, 7–6(8)    |
| 6.  | 1 settembre 2019 | M25 Gyor, Győr                            | Terra rossa | Vít Kopřiva              | 6-1, 6-0            |
| 7.  | 27 ottobre 2019  | M25 Fayetteville, Fayetteville            | Cemento (o) | Aleksandar Kovacevic     | 6-2, 6-2            |

##### Sconfitte (8)
| No. | Data              | Torneo                                      | Superficie  | Avversario in finale | Punteggio        |
| 1.  | 14 giugno 2015    | Turkey F23, Bursa                           | Cemento (o) | Yannick Jankovits    | 5-7, 3-6         |
| 2.  | 14 agosto 2016    | Germany F10, Wetzlar                        | Terra rossa | Marvin Netuschil     | 6-3, 6(6)–7, 4-6 |
| 3.  | 10 settembre 2017 | Canada F6, Toronto                          | Terra rossa | Kevin King           | 1-6, 2-6         |
| 4.  | 3 dicembre 2017   | Dominican Republic F1, Santo Domingo Este   | Cemento (o) | Roberto Quiroz       | 4-6, 4-6         |
| 5.  | 1 aprile 2018     | San Luis Potosí Challenger, San Luis Potosí | Terra rossa | Marcelo Arévalo      | 3-6, 7–6(3), 4-6 |
| 6.  | 10 giugno 2018    | Shymkent Challenger, Şımkent                | Terra rossa | Yannick Hanfmann     | 6(3)–7, 6-4, 2-6 |
| 7.  | 23 giugno 2019    | Fergana Challenger, Fergana                 | Cemento (o) | Emil Ruusuvuori      | 3-6, 2-6         |
| 8.  | 12 gennaio 2020   | Ann Arbor Challenger, Ann Arbor             | Cemento (i) | Ulises Blanch        | 6-3, 4-6, 2-6    |

#### Doppio

##### Vittorie (3)
| Legenda tornei minori |
| Challenger (1)        |
| Futures (2)           |

| N. | Data             | Torneo                         | Superficie  | Compagno         | Avversari in finale           | Punteggio           |
| 1. | 3 settembre 2017 | Canada F5, Calgary             | Cemento (o) | Kaichi Uchida    | Deiton Baughman Henry Craig   | 3-6, 6-3, [10-8]    |
| 2. | 27 ottobre 2019  | M25 Fayetteville, Fayetteville | Cemento (o) | Evan Song        | Justin Butsch Korey Lovett    | 7–6(2), 6-3         |
| 3. | 18 ottobre 2020  | Lisboa Belém Open, Lisbona     | Terra rossa | Gonçalo Oliveira | Harri Heliövaara Zdeněk Kolář | 7–6(5), 4-6, [10-4] |

##### Sconfitte (3)
| N. | Data             | Torneo                                     | Superficie  | Compagno         | Avversari in finale               | Punteggio      |
| 1. | 14 agosto 2016   | Germany F10, Wetzlar                       | Terra rossa | Naoki Nakagawa   | Jannis Kahlke Robin Kern          | 0-6, 2-6       |
| 2. | 21 agosto 2016   | Germany F11, Karlsruhe                     | Terra rossa | Naoki Nakagawa   | Johannes Härteis Hannes Wagner    | 3-6, 5-7       |
| 3. | 23 febbraio 2020 | Challenger de Drummondville, Drummondville | Cemento (i) | Gonçalo Oliveira | Manuel Guinard Arthur Rinderknech | 6(4)–7, 6(3)–7 |